# フォーグラー空軍基地
フォーグラー空軍基地（フォーグラーくうぐんきち、ドイツ語: Fliegerhorst Vogler）は、オーバーエスターライヒ州ヘーアシングに位置する、オーストリア連邦軍の基地である。航空支援コマンドと第4装甲擲弾兵旅団の司令部が所在している。

## 概要
フォーグラー空軍基地は、1938年3月のナチス・ドイツによる合邦（アンシュルス）後の同年5月12日に、ドイツ空軍のヘルマン・ゲーリングによってヘーアシングに建設が開始され、1940年初頭には飛行訓練学校が設置されてパイロット養成が行われた。第二次世界大戦末期の1945年5月5日にアメリカ陸軍第71歩兵師団が基地を占領し、キャンプ・マッコーリー（英: Camp Mc Cauly）と名称変更され、アメリカ軍は1955年10月の撤退まで駐留した。同年、オーストリア連邦軍再建後に機甲部隊が駐屯を開始、1956年にはオーストリア空軍飛行隊も配置された。
1967年5月15日に国防大臣令によって、基地名がウォルター・フォーグラー（Walter Vogler）中尉にちなみ、フォーグラー/ヘーアシング空軍基地へ改名された。

## 所在部隊
第4装甲擲弾兵旅団隷下
- 第4本部大隊
  - 本部中隊
  - 指揮支援中隊
  - 補給輸送中隊
  - 修理中隊
  - NBC防護中隊
  - 教導中隊

航空支援コマンド隷下
- 航空輸送飛行隊 - C-130K
- 第1軽輸送ヘリコプター飛行隊 - AB 212
- 第2軽輸送ヘリコプター飛行隊 - AB 212
- 航空技術兵站センター